# Championnat d'Oman de football 1997-1998
Navigation
Saison précédente Saison suivante
La saison 1997-1998 du Championnat d'Oman de football est la vingt-deuxième édition de la première division au sultanat d'Oman, l'Oman League. Elle rassemble les dix meilleurs clubs du pays au sein d'une poule unique où ils s'affrontent à deux reprises, à domicile et à l'extérieur. En fin de saison, les deux derniers du classement sont relégués et remplacés par les deux meilleurs clubs de deuxième division.
C'est le club d'Al Nasr Salalah qui remporte le championnat cette saison après avoir terminé en tête du classement final, avec dix points d'avance sur Sur Club et onze sur Al Oruba Sur. C'est le quatrième titre de champion d'Oman de l'histoire du club.

## Les clubs participants
| - Sur Club - Al Boraimi - Promu de D2 - Dhofar Club - Al Qurayat - Promu de D2 - Sohar Club | - Al Nasr Salalah - Al-Ittihad Club - Al-Seeb Sports Club - Al Oruba Sur - Oman Club |

## Compétition
Le barème de points servant à établir le classement se décompose ainsi :
- Victoire : 3 points
- Match nul : 1 point
- Défaite : 0 point

### Classement
| Rang | Équipe               | Pts | J  | G  | N | P  | Bp | Bc | Diff |
| ---- | -------------------- | --- | -- | -- | - | -- | -- | -- | ---- |
| 1    | Al Nasr Salalah      | 38  | 16 | 12 | 2 | 2  | 31 | 12 | +19  |
| 2    | Sur Club             | 28  | 16 | 8  | 4 | 4  | 30 | 21 | +9   |
| 3    | Al Oruba Sur         | 27  | 16 | 9  | 6 | 3  | 25 | 20 | +5   |
| 4    | Al-Seeb Sports ClubC | 26  | 16 | 7  | 5 | 4  | 25 | 15 | +10  |
| 5    | Oman ClubT           | 26  | 16 | 8  | 2 | 6  | 28 | 26 | +2   |
| 6    | Dhofar Club          | 25  | 16 | 7  | 4 | 5  | 27 | 26 | +1   |
| 7    | Al-Ittihad Club      | 18  | 16 | 4  | 6 | 6  | 19 | 20 | -1   |
| 8    | Sohar Club           | 18  | 16 | 3  | 9 | 4  | 25 | 27 | -2   |
| 9    | Al QurayatP          | 9   | 16 | 2  | 3 | 11 | 19 | 36 | -17  |
| 10   | Al BoraimiP          | 7   | 16 | 2  | 1 | 13 | 20 | 44 | -24  |

|  | Qualification pour la Coupe du golfe des clubs champions 2000        |
|  | Qualification pour la Coupe des Coupes 1998-1999                     |
|  | Relégation directe en deuxième division                              |
|  | T : Tenant du titre C : Vainqueur de la Coupe d'Oman P : Promu de D2 |

## Bilan de la saison
| Championnat d'Oman de football 1997-1998                        |                            |
| Champion                                                        | Al Nasr Salalah (4e titre) |
| Coupes et trophées                                              |                            |
| Vainqueur de la Coupe d'Oman 1997-1998                          | Al-Seeb Sports Club        |
| Qualifications continentales                                    |                            |
| Coupe d'Asie des clubs champions 1999-2000                      | Aucun                      |
| Coupe des Coupes 1998-1999                                      | Al-Seeb Sports Club        |
| Coupe du golfe des clubs champions 2000                         | Al Nasr Salalah            |
| Promotions et relégations                                       |                            |
| Promus en Oman League                                           | Al-Suwaiq                  |
| Promus en Oman League                                           | Fanja Club                 |
| Relégués en Championnat d'Oman de football de deuxième division | Al Boraimi                 |
| Relégués en Championnat d'Oman de football de deuxième division | Al Qurayat                 |